# Partito Democratico per il Popolo
Il Partito Democratico per il Popolo (国民民主党?, Kokumin-minshutō) è un partito politico giapponese sorto nel 2018 dall'unione tra Partito Democratico Progressista e Kibō no tō. Inizialmente noto come Partito Nazionale Democratico, ha successivamente assunto l'attuale denominazione.